# Miss Universe Colombia 2022
Miss Universe Colombia 2022 es la 3.ª edición del certamen Miss Universe Colombia. Se llevó a cabo el 23 de julio en la Catedral de Sal de Zipaquirá, recinto localizado en el departamento de Cundinamarca, Colombia. Al final del evento, Valeria Ayos, Miss Universe Colombia 2021, de Cartagena, coronó a María Fernanda Aristizábal como su sucesora.
La noche final fue transmitida en vivo por la plataforma oficial de la Organización Miss Universe Colombia. Los encargados de conducir la velada fueron los presentadores Carlos Claro, reconocido por formar parte del equipo de entretenimiento de Noticias RCN, y su hermana, Laura Claro, exreina de belleza que representó a Colombia en el certamen Reina Hispanoamericana 2019.

## Resultados
| Resultado final             | Candidata                                    |
| --------------------------- | -------------------------------------------- |
| Miss Universe Colombia 2022 | - Quindío - María Fernanda Aristizábal Urrea |

## Antecedentes
Una vez culminada la exitosa participación de Valeria Ayos en Miss Universe 2021, donde logró hacer parte del grupo de 5 finalistas, la Organización Miss Universe Colombia, presidida por Natalie Ackermann, inició el proceso de planificación para elegir a la próxima representante de los colombianos rumbo al concurso internacional. En principio, se contempló la posibilidad de desarrollar el certamen normalmente, del mismo modo en que se había realizado durante los años 2020 y 2021; sin embargo, la necesidad de contar con un tiempo adecuado para preparar a la delegada nacional influyó en la decisión de llevar a cabo un proceso de designación.
De esta manera, la Organización convocó a distintos medios de comunicación a una rueda de prensa, programada para el miércoles 6 de abril de 2022 en las instalaciones del Hotel Dann Carlton, de la ciudad de Medellín. En esta ceremonia privada, Ackermann confirmó la noticia de que María Fernanda Aristizábal, ex Señorita Colombia, sería la portadora de la banda de su país en Miss Universe 2022. Posteriormente, se notificó que el 23 de julio del mismo año tendría lugar la coronación oficial de María Fernanda, en una velada especial donde Valeria Ayos se despediría de su título formalmente.

## Participación en otros concursos

### Reinados Nacionales
Señorita Colombia
- 2019-20:  Quindío - María Fernanda Aristizábal Urrea (Ganadora)